# Hertogenwoud
Het Hertogenwoud (Frans en Duits: Hertogenwald) is een groot Ardens bos, in het uiterste oosten van België aan de grens met Duitsland gelegen, in de provincie Luik.
De naam heeft dit woud ontleend aan de hertog van Limburg, die dit gebied vroeger in bezit had.
Het behoort tot het grensoverschrijdende Natuurpark Hoge Venen-Eifel en ligt ten noorden van de eigenlijke Hoge Venen. Het westelijke deel ligt in het Franse taalgebied, het oostelijke deel in het Duitse taalgebied van België. Het bos valt op het grondgebied van vijf gemeenten, namelijk Jalhay, Limburg, Baelen, Eupen en Raeren.
Rivieren die het Hertogenwoud doorsnijden zijn onder meer de Ghete, Gileppe, Helle, Soor en Vesder. Ook treft men er stuwdammen aan zoals de Vesderstuwdam en de Gileppestuwdam.
In het Hertogenwoud staat de voormalige jachthut en latere natuurcentrum Huis Ternell.